# محمود باقرزاده
محمود باقرزاده از سیاستمداران ایرانی بود، که در دوره‌  بیستم بعنوان نماینده تهران در مجلس شورای ملی حضور داشت.